# (400009) 2006 JC28
(400009) 2006 JC28 es un asteroide perteneciente al cinturón de asteroides, descubierto el 3 de mayo de 2006 por el equipo del Spacewatch desde el Observatorio Nacional de Kitt Peak, Arizona, Estados Unidos.

## Designación y nombre
Designado provisionalmente como 2006 JC28.

## Características orbitales
2006 JC28 está situado a una distancia media del Sol de 2,412 ua, pudiendo alejarse hasta 2,911 ua y acercarse hasta 1,914 ua. Su excentricidad es 0,206 y la inclinación orbital 4,561 grados. Emplea 1368,99 días en completar una órbita alrededor del Sol.

## Características físicas
La magnitud absoluta de 2006 JC28 es 17,6.